# Bruce Liu
Bruce Liu (cinese semplificato: 刘晓禹; cinese tradizionale: 劉曉禹; pinyin: Liú Xiǎoyǔ; nato Xiaoyu Liu; Parigi, 8 maggio 1997) è un pianista canadese. 
Nato a Parigi e cresciuto a Montréal, ha iniziato a suonare il pianoforte all'età di otto anni e si esibiva all'età di undici anni. Nel 2021 è diventato famoso dopo aver vinto il XVIII Concorso pianistico internazionale Chopin.

## Biografia
Bruce Liu è nato a Parigi da genitori cinesi di Pechino. Quando aveva sei anni, si trasferì a Montreal con suo padre. Inizialmente iniziò gli studi di pianoforte su una tastiera elettrica, ma una volta diventato più adulto passò al pianoforte verticale. 
Si è diplomato al Conservatorio di Musica di Montreal nella classe di pianoforte di Richard Raymond. Da allora ha studiato con Đặng Thái Sơn all'Università di Montréal.

## Carriera

### 2012–2021: inizi di carriera
All'età di quindici anni, Liu si esibì con la Cleveland Orchestra e Jahja Ling alla Severance Hall. Negli anni successivi collaborò anche con molti importanti ensemble come l'Orchestra Filarmonica di Israele, l'Orchestre Symphonique de Montréal e l'Orchestra of the Americas. Ha anche effettuato una tournée in Nord America con l'Orchestra NCPA e due volte in Cina rispettivamente con l'Orchestra Sinfonica Nazionale dell'Ucraina e la Filarmonica Nazionale di Lviv.
Nel 2012, Liu ha vinto il Gran Premio al Concorso Standard Life dell'Orchestre Symphonique de Montréal. Destinatario del Prix d'Europe 2015, ha ricevuto importanti premi al Concorso Internazionale Thomas & Evon Cooper nel 2012 e al Concorso Internazionale di Musica di Sendai nel 2016. È stato anche finalista del Concorso Internazionale di Musica di Montreal e dell'Arthur Rubinstein International Piano Master Competition di Tel Aviv.

### 2021-presente: svolta
Liu al Festival Chopin e i festival europei nel 2022

Nel 2021, Liu è stato nominato vincitore del XVIII Concorso pianistico internazionale Chopin a Varsavia. Ha ottenuto il punteggio più alto nelle prime tre fasi ed è stato l'unico concorrente ad essere selezionato all'unanimità dalla giuria per avanzare da ogni round. Era anche il favorito del pubblico e ha ricevuto una prolungata standing ovation per la sua esecuzione finale del Concerto per pianoforte n. 1 di Chopin con l'Orchestra Filarmonica di Varsavia diretta da Andrey Boreyko.

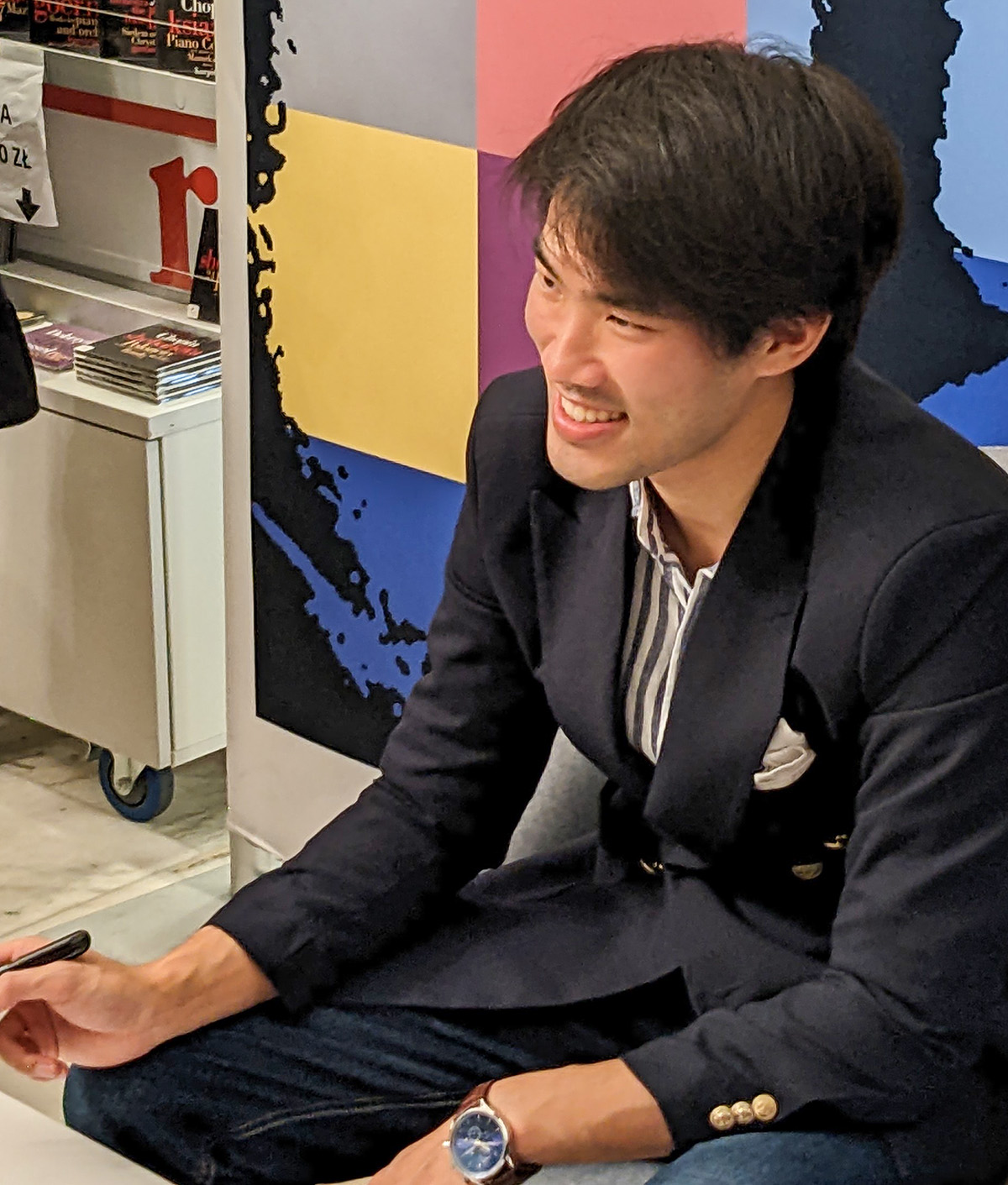
Liu al Chopin and his Europe nel 2022

Poco dopo il suo successo a Varsavia, Liu ha intrapreso un tour mondiale che includeva esibizioni con l'Orchestra Sinfonica NHK, l'Orchestra Filarmonica di Seoul, l'Orchestra Sinfonica della Radio Nazionale Polacca, l'Orchestre Philharmonique du Luxembourg, la NFM Wrocław Philharmonic e l'Orquestra Sinfônica Brasileira.In recital, è apparso al Théâtre des Champs-Elysées di Parigi, al Wiener Konzerthaus, al BOZAR di Bruxelles, alla Philharmonie Luxembourg, alla Tokyo Opera City Concert Hall, alla Sala São Paulo e all'Orpheum di Vancouver.In sostituzione di Nobuyuki Tsujii, ha fatto il suo debutto a Londra eseguendo il Concerto per pianoforte n. 2 di Čajkovskij con la Philharmonia Orchestra alla Royal Festival Hall. È anche tornato alla Filarmonica Nazionale di Varsavia nel giorno della nascita di Frédéric Chopin per due recital tutto esaurito, che ha dedicato alle vittime del conflitto armato in Ucraina.
In occasione della Giornata mondiale del pianoforte nel 2022, Liu ha firmato un contratto esclusivo con Deutsche Grammophon. Mesi prima, l'etichetta pubblicò un album dal vivo delle sue esibizioni vincitrici del Concorso pianistico internazionale Chopin.L'album è stato acclamato dalla critica e ha ricevuto elogi da pubblicazioni come BBC Music Magazine e Gramophone. Per quest'ultimo, è stato incluso nella lista dei migliori album classici del 2021 ed è stato descritto come "uno dei recital di Chopin più illustri degli ultimi anni, pieno di maturità, carattere e scopo".